# Saison 2008-2009 de l'ASM Clermont Auvergne
Cette page présente la Saison 2008-2009 de l'ASM Clermont Auvergne, dont l'équipe senior pro évoluait en Top 14.

## Entraîneur
Pour la saison 2008-2009, l'équipe Pro de l'ASM Clermont Auvergne est entraînée par Vern Cotter.

## Transferts 2008-2009

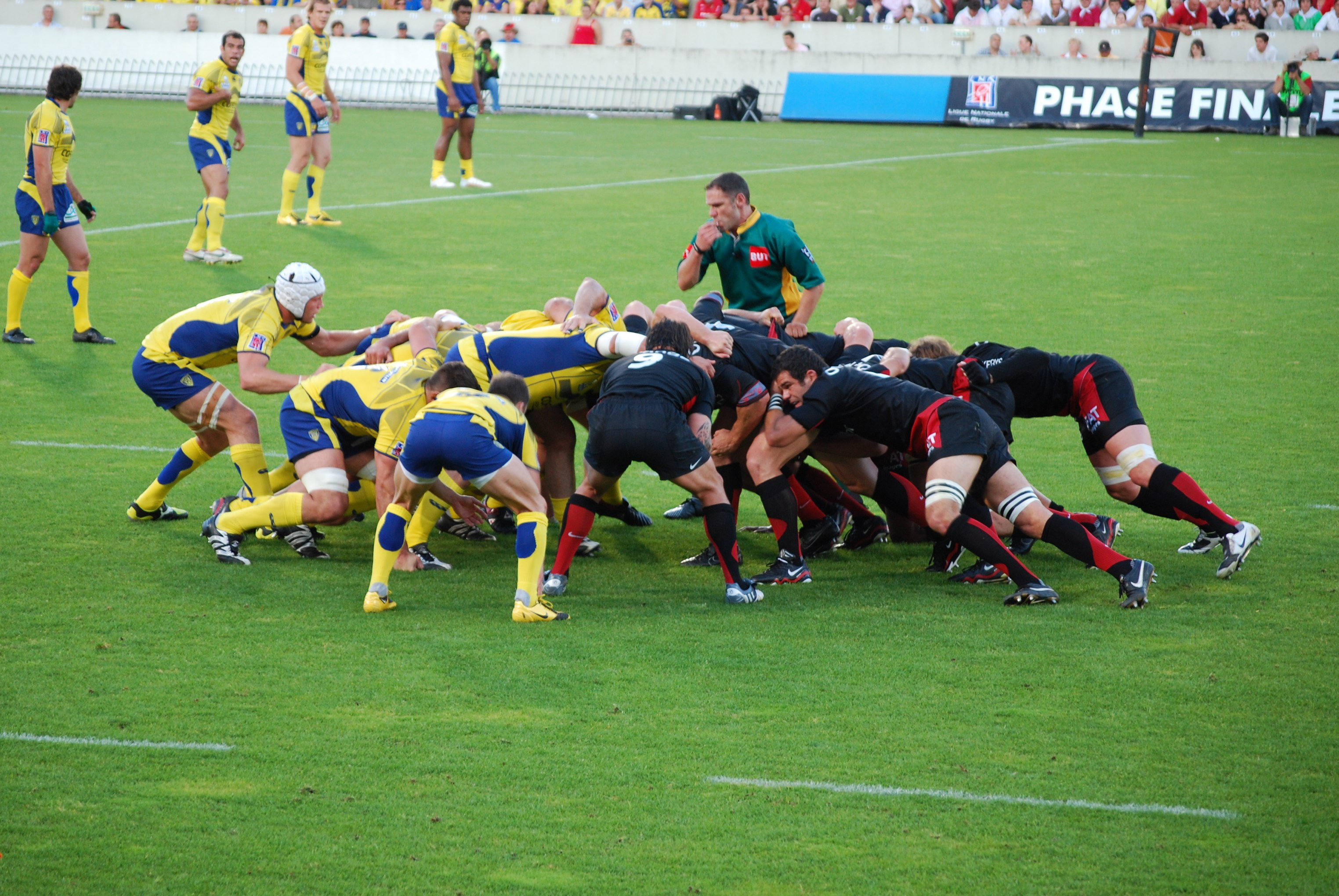
Mêlée lors de la demi-finale du top 14 2008-2009 entre l'ASM et le Stade toulousain

| Arrivées - Benoît Cabello (CS Bourgoin-Jallieu) - Talonneur - Alejandro Campos (Pueyrredón (es) ) - 3e ligne - Simms Davison (Waikato Chiefs ) - Pilier - Vincent Debaty (SU Agen) - Pilier - Arnaud Mignardi (SU Agen) - Centre - Julien Pierre (CS Bourgoin-Jallieu) - 2e ligne - Ludovic Radosavljevic (Pays d'Aix RC) - Mêlée/ouverture - Raphaël Chaume (Pays d'Aix RC) - Pilier | Départs - Sam Broomhall (arrêt) - 3e ligne - Raphaël Chanal (Montluçon rugby) - Centre - Vilimoni Delasau (US Montauban) - Ailier - Benjamin Dechartres (Tarbes Pyrénées) - Robin Janisson (RC Narbonne) - Demi d'ouverture - Alex King (arrêt) - Demi d'ouverture - Bertrand Lombarteix (Stade aurillacois) - Demi de mêlée - Simon Michaux (Stade aurillacois) - 2e ligne - Arnaud Jacquet (Stade aurillacois) - Pilier - Arnaud Pic (CA Brive) - Demi de mêlée - Vincent Roux (Stade rochelais) - Ailier - Goderdzi Shvelidze (US Montauban) - Pilier - John Smit () - Talonneur - Pierre Vigouroux (Stade français) - 2e ligne |

## Effectif 2008-2009

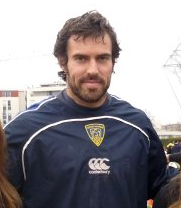
Brock James meilleur réalisateur
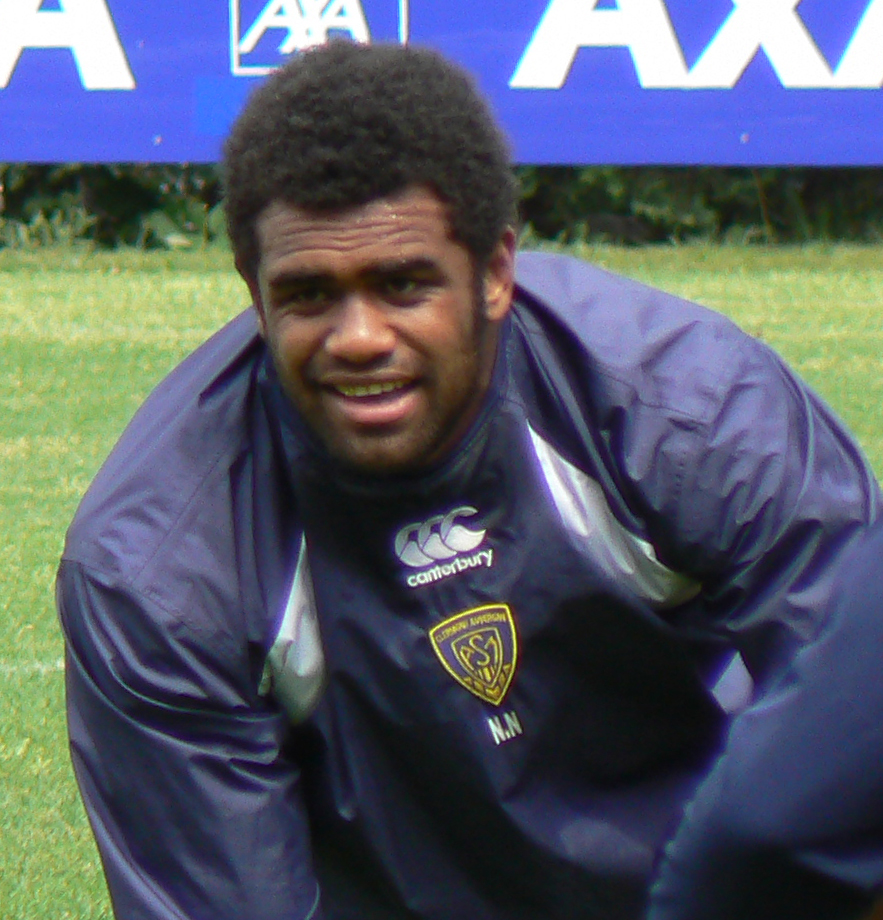
Napolioni Nalaga meilleur marqueur d'essais
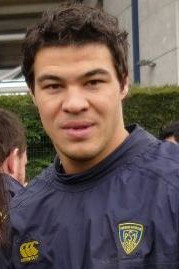
Anthony Floch 2e meilleur marqueur d'essais
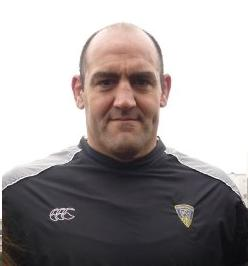
Mario Ledesma
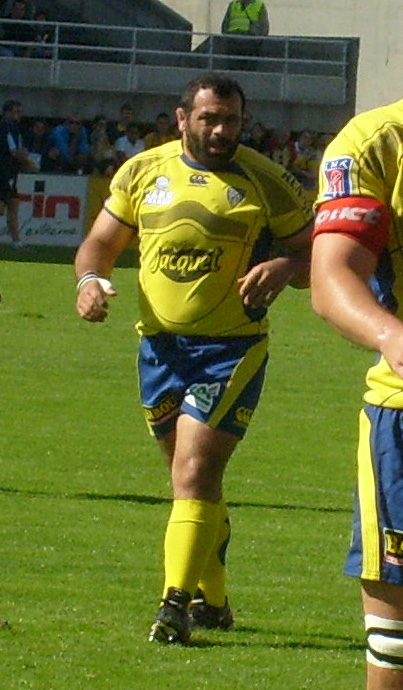
Davit Zirakashvili
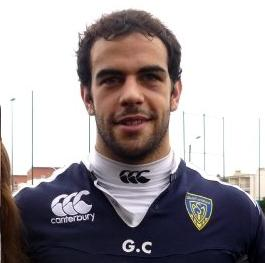
Gonzalo Canale

| Talonneurs - Benoît Cabello - Mario Ledesma - Mirko Lozupone Piliers - Simms Davison - Vincent Debaty - Thomas Domingo - Laurent Emmanuelli - Jacobus Roux - Martín Scelzo - Davit Zirakashvili Deuxièmes ligne - Jamie Cudmore - Loïc Jacquet - Julien Pierre - Thibaut Privat - Christophe Samson | Troisièmes ligne - Fabien Alexandre - Alexandre Audebert - Nicolas Barthomeuf - Julien Bonnaire - Alejandro Campos - Emmanuel Étien - Alexandre Lapandry - Elvis Vermeulen Demis de mêlée - Pierre Mignoni - Ludovic Radosavljevic - John Senio Demis d'ouverture - Seremaia Bai - Brock James | Centres - Gonzalo Canale - Thomas Combezou - Grant Esterhuizen - Pierre-Emmanuel Garcia - Marius Joubert - Arnaud Mignardi Ailiers - Julien Malzieu - Napolioni Nalaga - Aurélien Rougerie - Brent Russell Arrières - Benoît Baby - Anthony Floch |

## La saison

### Championnat de France
En championnat de France, si le départ est laborieux avec 7 victoires et 6 défaites à la fin des matchs aller, les Jaunards  se reprennent sur la suite du championnat avec plusieurs belles victoires et plusieurs cartons (Castres olympique 43-20, RC Toulon 32-5, Aviron bayonnais, 44-10 CS Bourgoin-Jallieu 57-27, CA Brive 52-7, Stade montois 66-3 et US Dax 75-3) lui permettant avec 16 victoires, 1 nul et 9 défaites de terminer à la 3e place, place qualificative pour le championnat de France et pour la Coupe d'Europe 2009-2010.

Pour les demi-finales l'ASM est opposée au Stade toulousain classé N°2 et tenant du titre qui l'avait battu en finale l'année précédente.
Après avoir mené 10-0, en marquant le seul essai du match, jusqu'à la 21e minute l'ASM se fait remonter par le Stade toulousain sur le score de 9-13 à la fin de la 1re mi-temps. Durant la seconde mi-temps les deux équipes neutralisent les attaques adverses. Si le score en restera là pour le stade toulousain les buteurs Auvegnants marquent par  deux fois, permettant à l'ASM de reprendre sa revanche et de pouvoir disputer sa 3e finale d'affilée.
En finale, l'ASM est opposé aux Catalans de l'USA Perpignan qui a terminé 1er de la 1re phase et qui a éliminé le Stade français 25-21 en demi-finale.
Après un très bon début de match, ou l'ASM mène 10-3 au bout de 20 minutes de jeu, l'USAP et son buteur, Porical, reviennent dans la course et l'ASM perd sa 10e finale.

### Coupe d'Europe
En Coupe d'Europe, lors de la première phase, l'ASM termine 3e de la poule 1 derrière les Irlandais du Munster et les Anglais de Sale et en devançant les Français de l'US Montauban et ne se qualifie pas pour les phases finales.

### Espoirs
L'équipe Espoirs, se classe 3e de la poule Elite et se qualifie pour les demi-finales du championnat de France.
Demi-finale
L'ASM dispose des Catalans de l'USA Perpignan qui avait terminée 2e de la poule Elite.
Finale Espoirs
Pour la finale du championnat de France espoirs l'ASM Clermont est opposé, au CA Brive qui a éliminé au tour précédent le Stade toulousain.

Dès le début de la rencontre, les avant Jaunards dictent leur loi et écrasent les Coujous en engrangeant 10 points dès la 4e minute. Dominé en conquête, les lignes arrières Cabiste utilisent à bon escient les rares ballons qui leur parviennent et reviennent à 5-10. À la suite d'une série de mêlées écroulée une bagarre générale se déclenche, ce sera le tournant du match. Si les avant Noirs et Blancs se solidarisent et parviennent progressivement à refaire surface seuls les buteurs font évoluer le score ; 11-16 à la mi-temps. Dès le début de la seconde période les Cabistes marquent 1 essai puis un second 10 minutes plus tard., si bien qu'a la 57e minute, les deux équipes se retrouvent à égalité 19-19. Le score à la fin du temps réglementaire en restera là malgré les attaques incessantes clermontoise repoussées par les défenseurs Brivistes, et la faillite des botteurs. La prolongation ne changera rien au score et au terme de 100 minutes d'un match haletant le CA Brive sera déclaré champion de France aux essais (2 contre 1)
 
Pour Brive : 2 essais, 3 pénalités, 

Pour Montferrand : 1 essai, 1 transformation, 4 pénalités

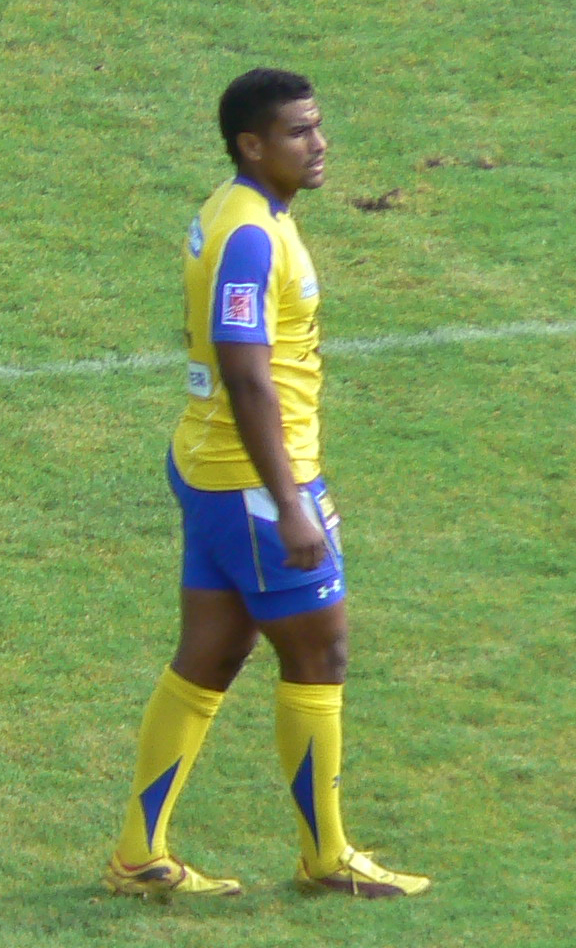
Wesley Fofana Centre
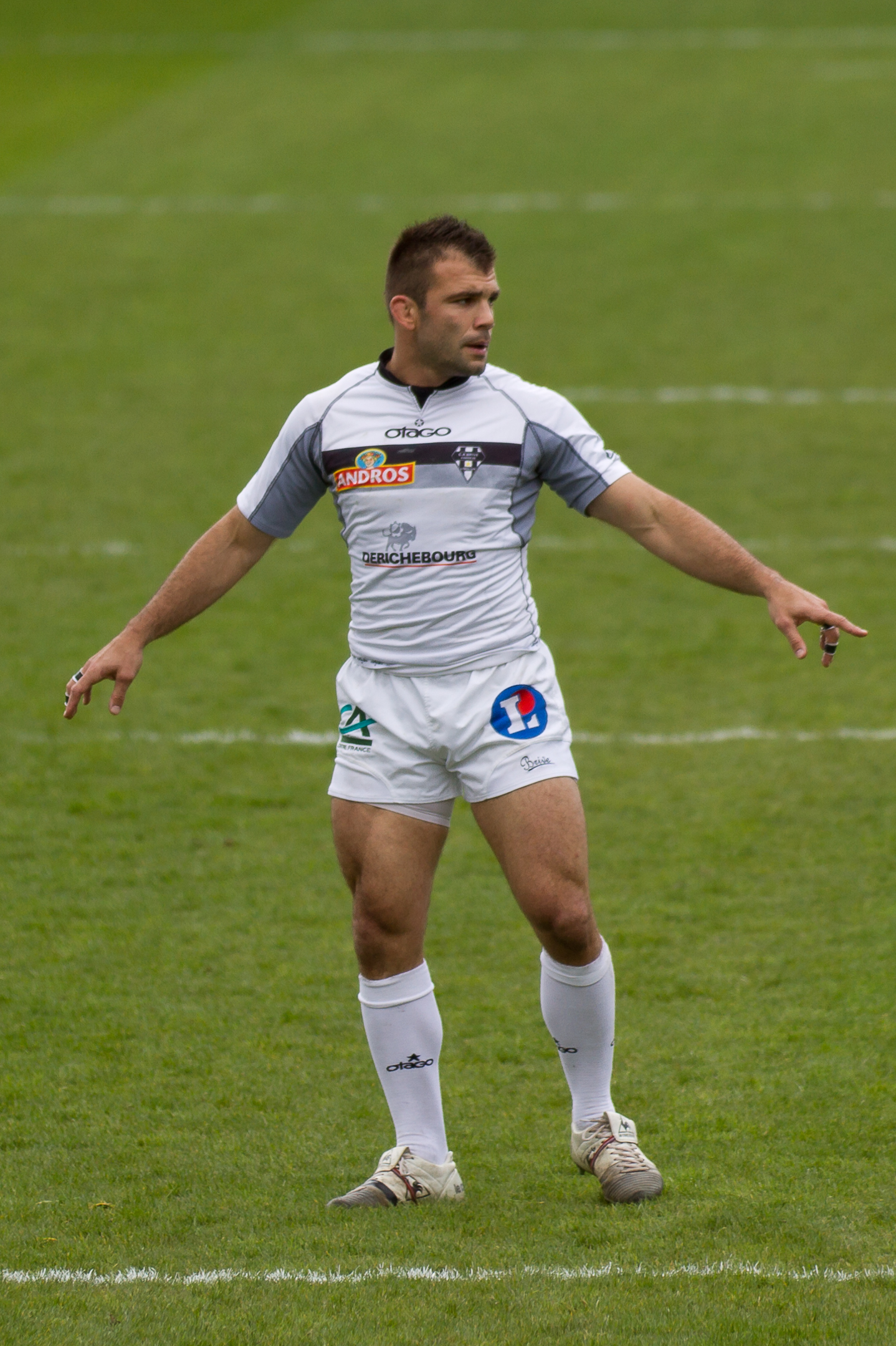
Arnaud Mignardi Centre
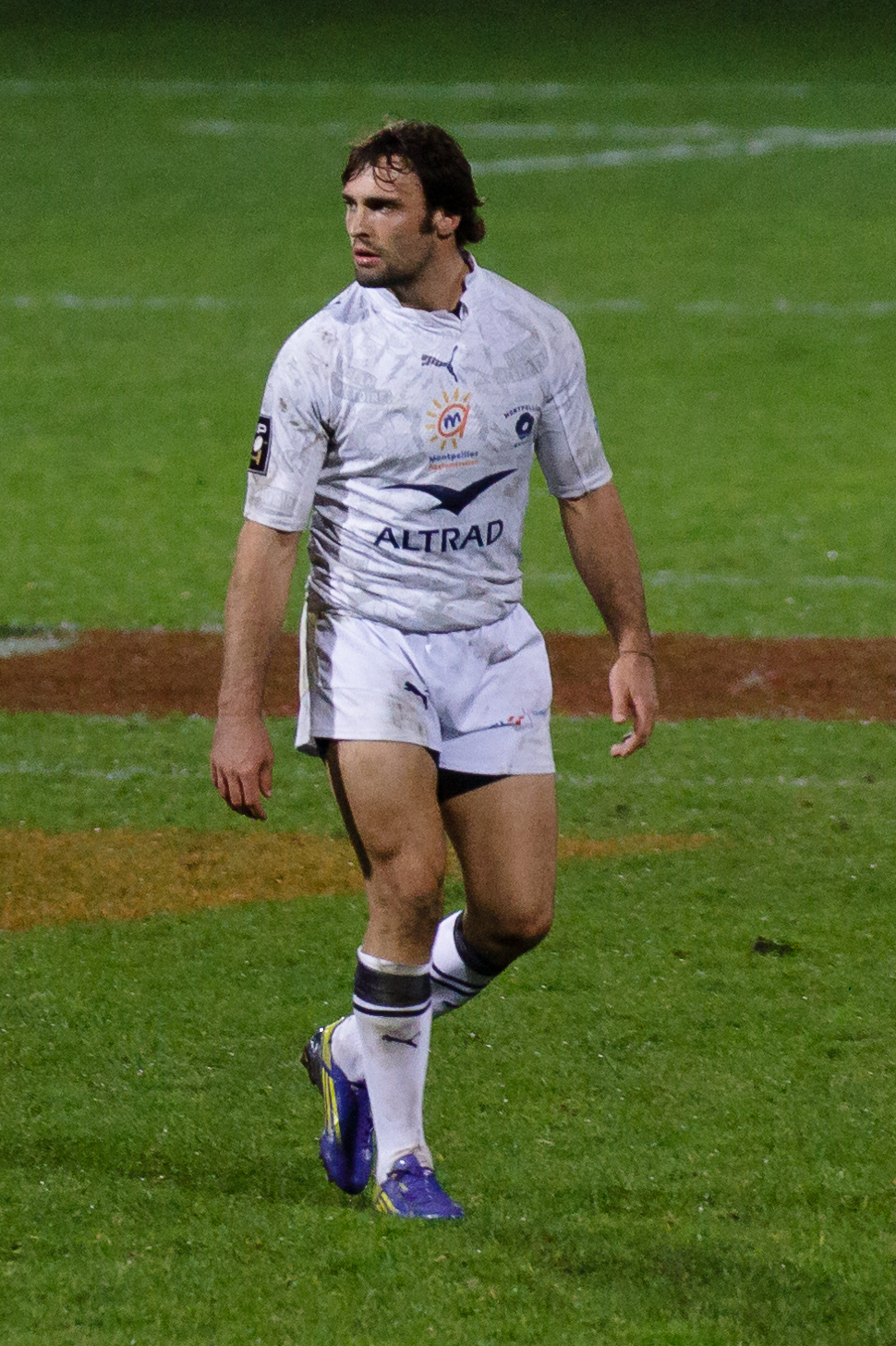
Thomas Combezou Ailier
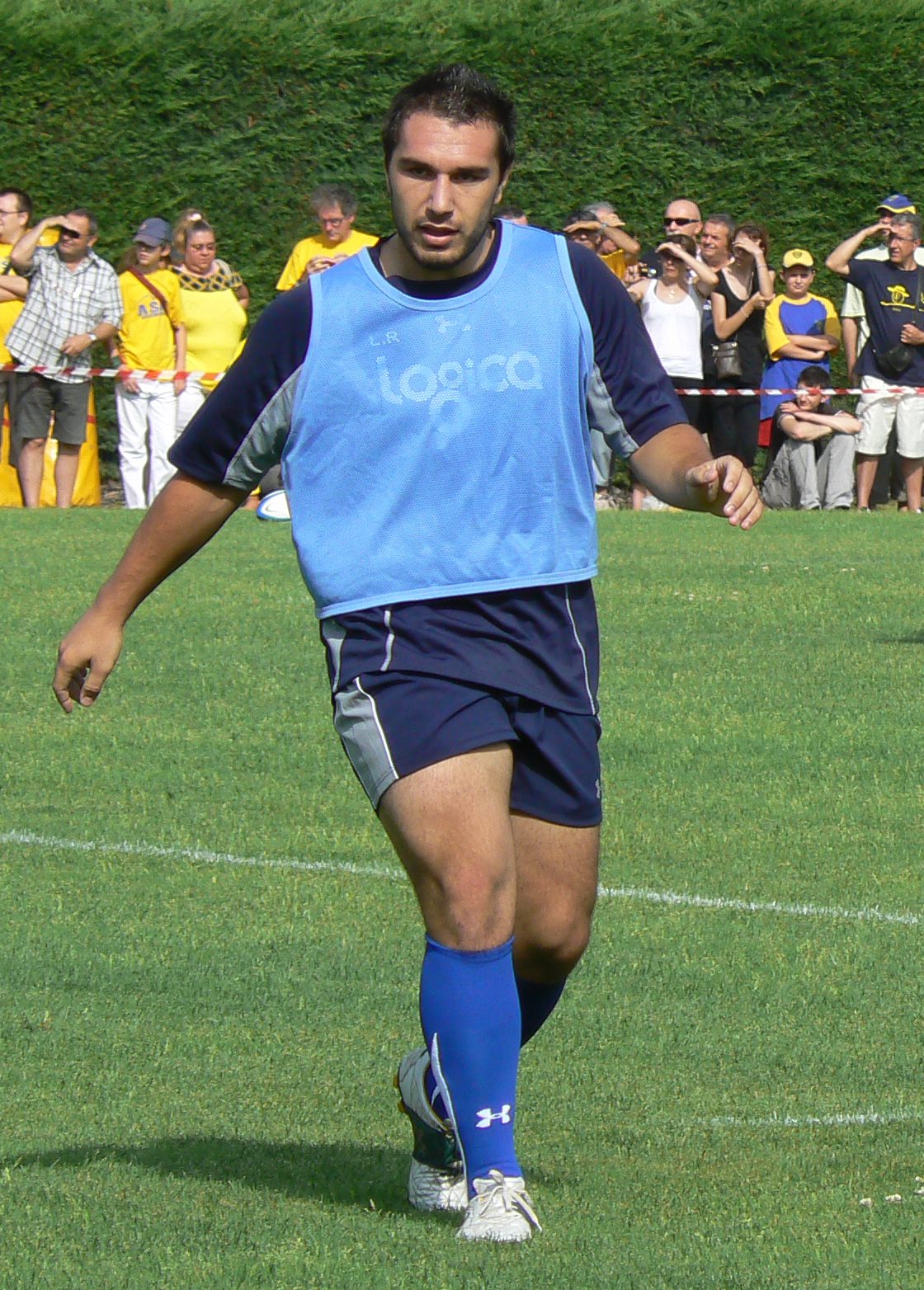
Ludovic Radosavljevic 1/2 de mêlée
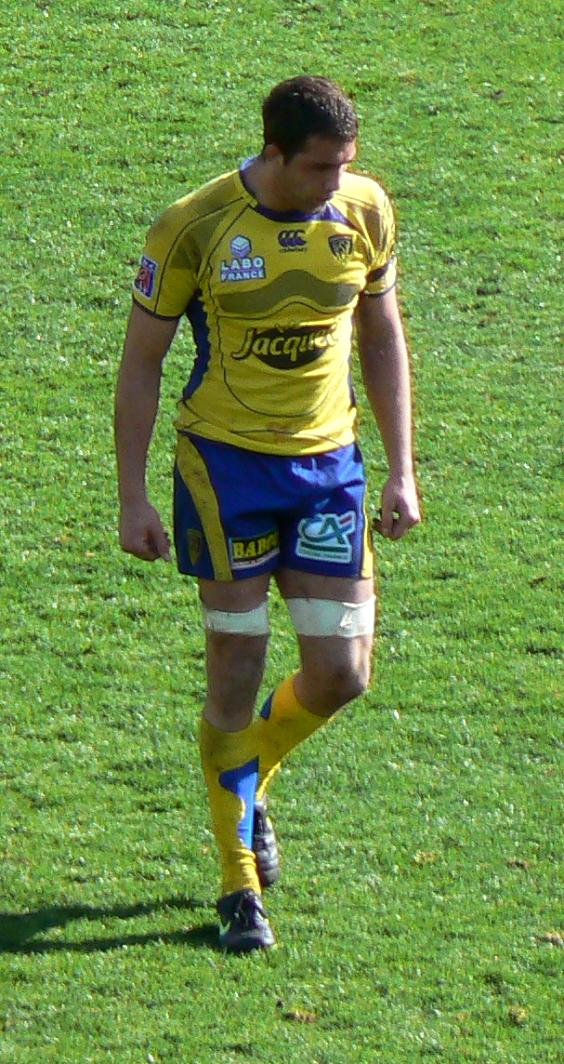
Alexandre Lapandry 3e ligne centre
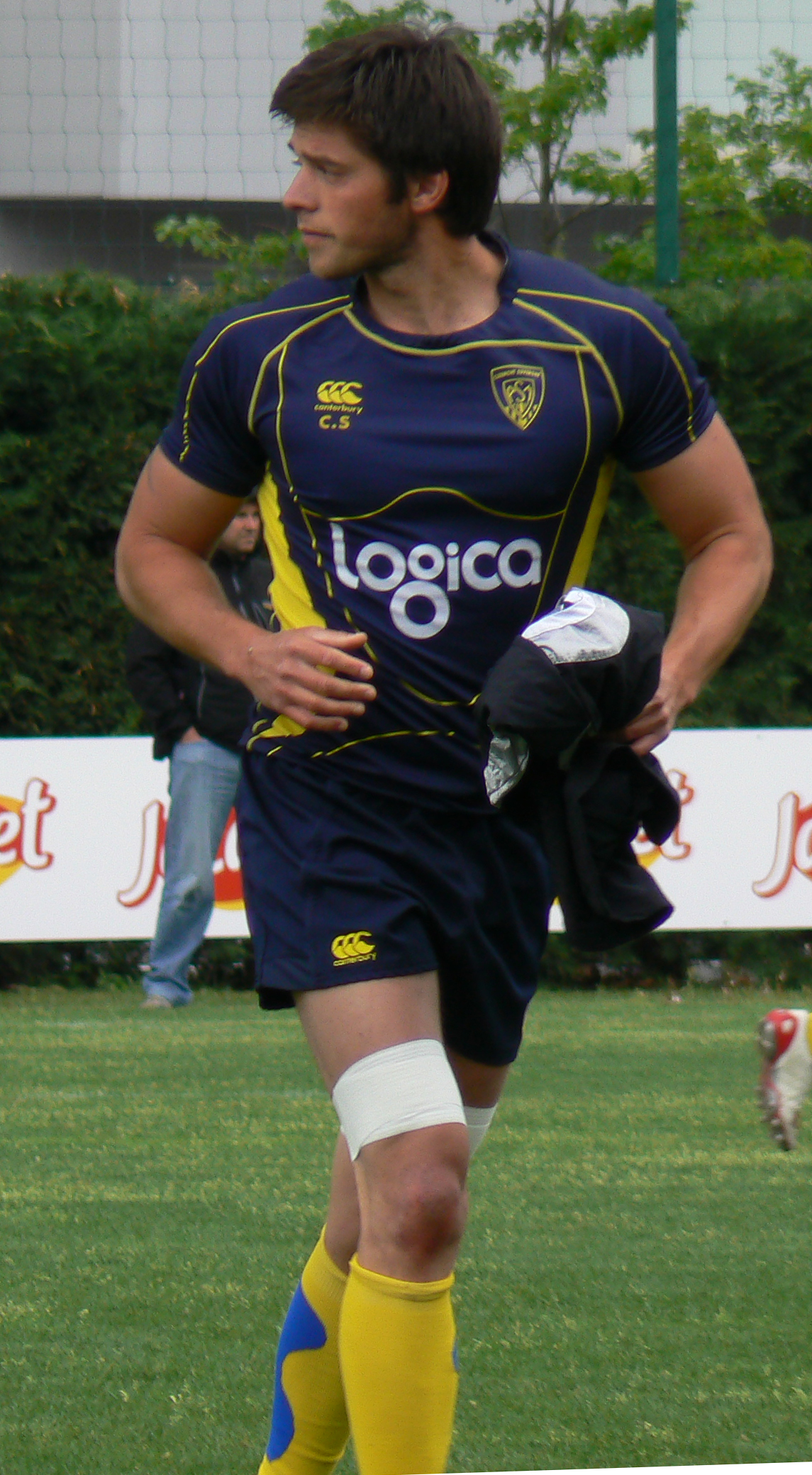
Christophe Samson 2e ligne

## Résultats

### Championnat de France
Avec 16 matchs gagnés, 1 nul et 9 défaites, l'ASM termine à la 3e place du championnat, place qualificative pour la phase finale du championnat de France et de la coupe d'Europe 2009-2010.
| - RC Toulon - ASM : 22-16 - ASM - Montpellier HRC : 43-20 - Aviron bayonnais - ASM : 17-6 - ASM - Stade toulousain : 16-6 - Castres olympique - ASM : 12-6 - ASM - Biarritz olympique : 32-6 - CS Bourgoin-Jallieu - ASM : 23-30 - ASM - US Montauban : 25-30 - ASM - Stade français-CASG : 22-6 - CA Brive - ASM : 18-16 - ASM - USA Perpignan : 29-9 - Stade montois - ASM : 12-11 - US Dax - ASM : 16-20 | - ASM - RC Toulon : 32-5 - Montpellier HRC - ASM : 3-30 - ASM - Aviron bayonnais : 44-10 - Stade toulousain - ASM : 20-13 - ASM - Castres olympique : 43-20 - Biarritz olympique - ASM : 18-14 - ASM - CS Bourgoin-Jallieu : 57-23 - US Montauban - ASM : 19-19 - Stade français-CASG - ASM : 19-21 - ASM - CA Brive : 52-7 - USA Perpignan - ASM : 20-16 - ASM - Stade montois : 66-3 - ASM - US Dax : 75-3 |

Demi-finale
- Stade toulousain - ASM : 9-19

Finale
- USA Perpignan - ASM : 22-13

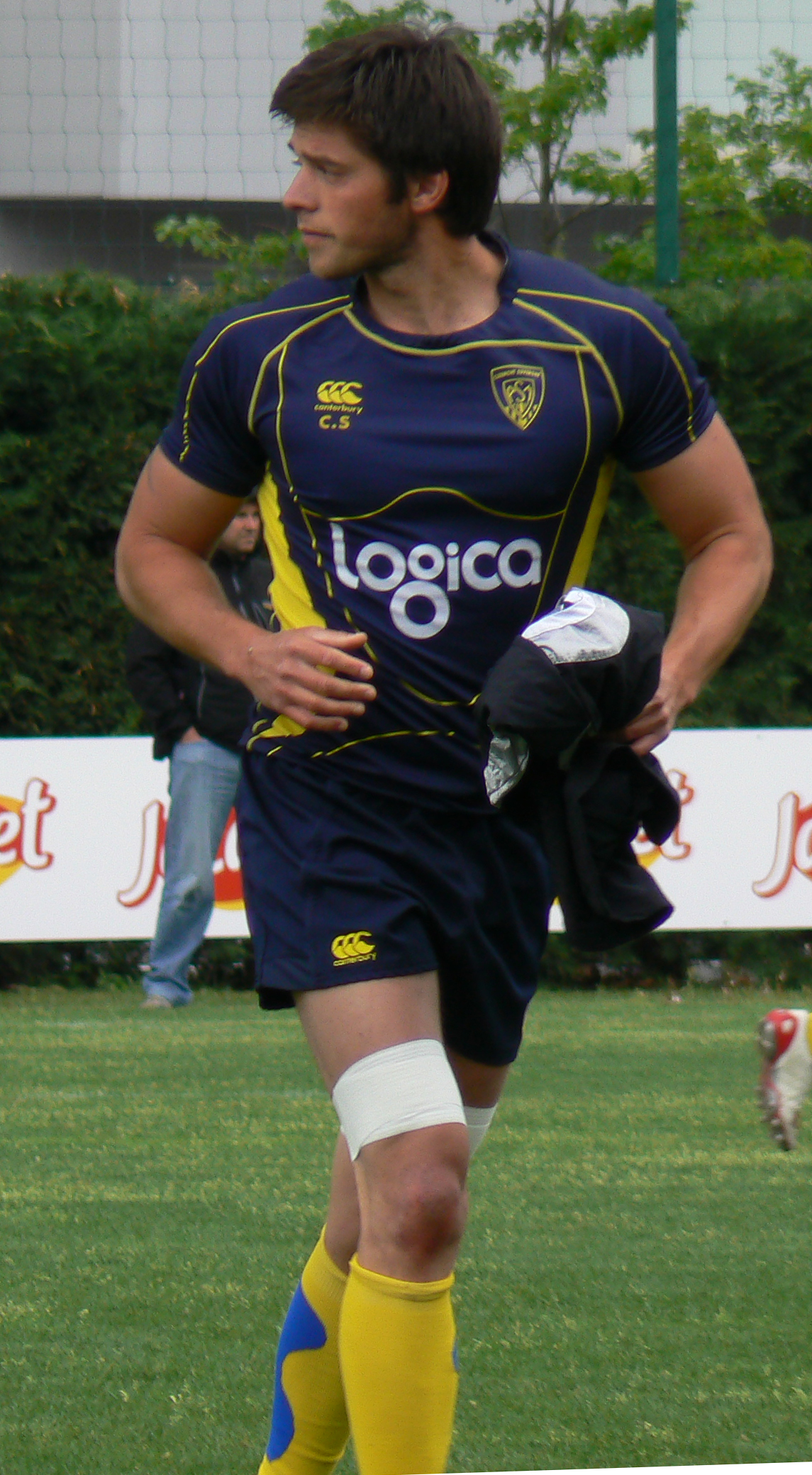
Christophe Samson
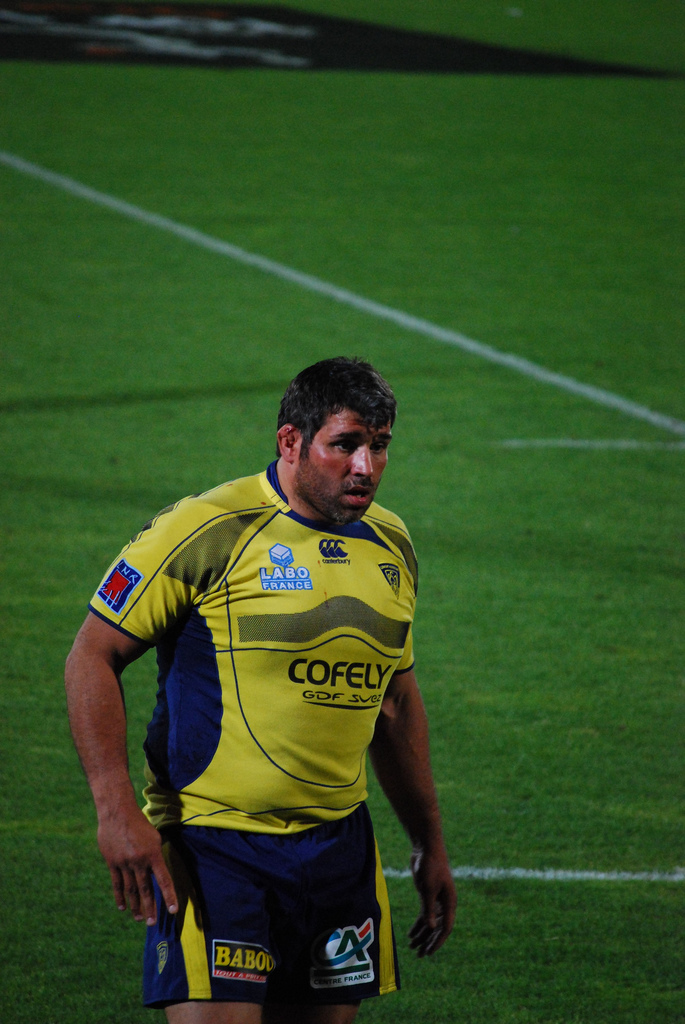
Martin Scelzo
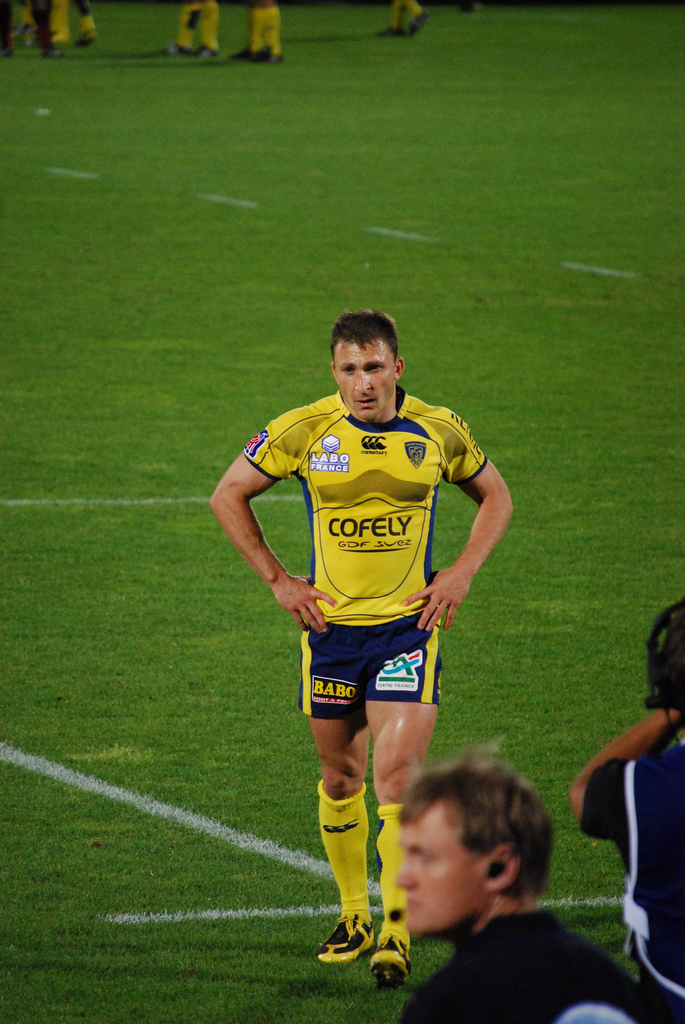
Pierre Mignoni
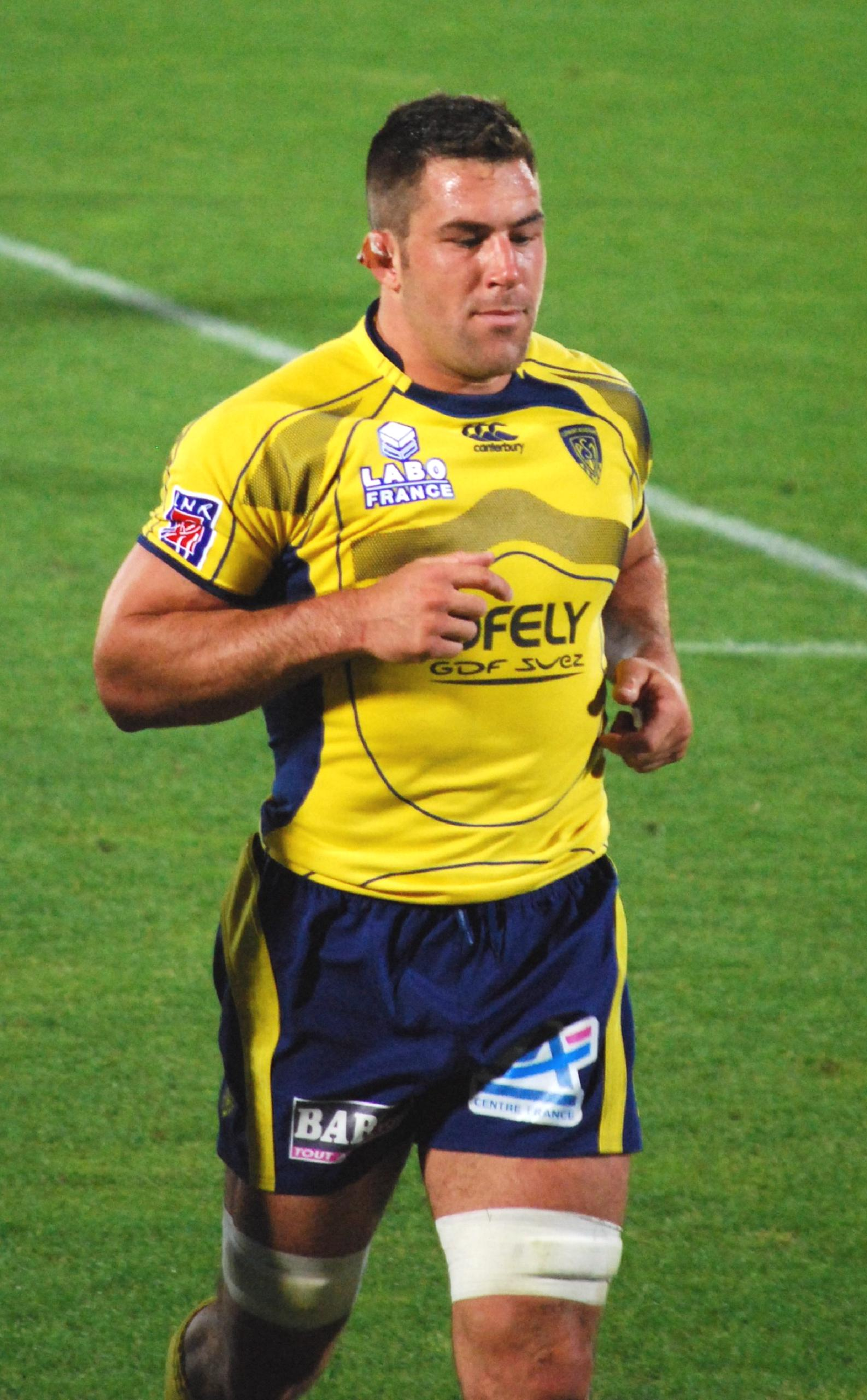
Jamie Cudmore
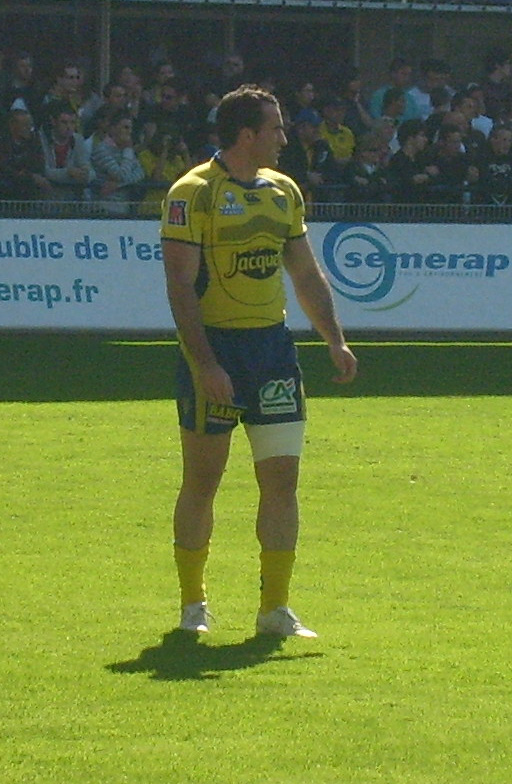
Benoît Baby
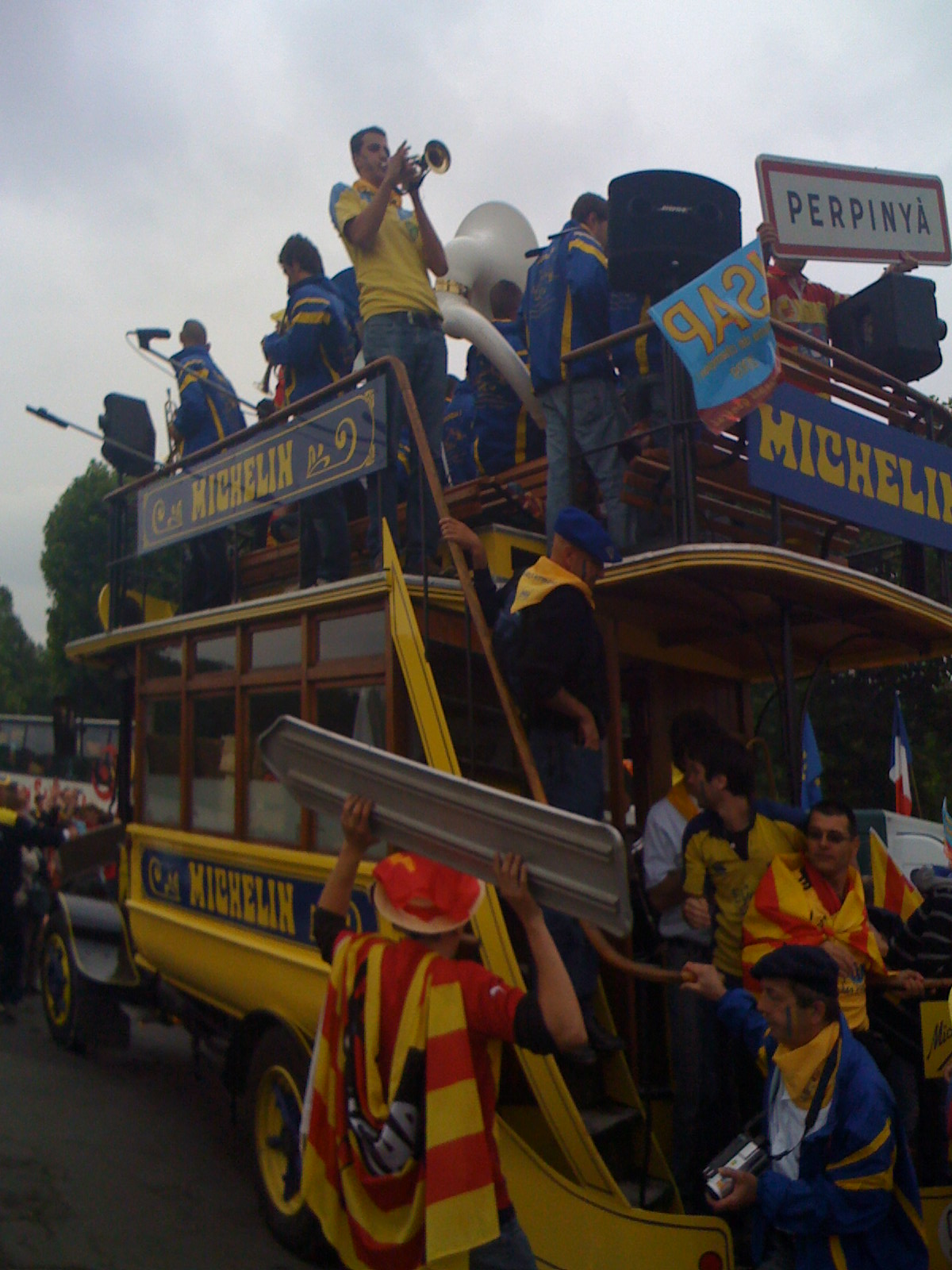
Bus des supporters

### Coupe d'Europe
En phase qualificative de la Coupe d'Europe, l'ASM se trouve dans la poule 1. Avec 3 victoires et 3 défaites et 137 points marqués contre 129, l'ASM ne parvient pas à se qualifier pour les quarts de finale.
Matchs de poule
| - ASM - Sale Sharks : 15-32 - US Montauban - ASM : 19-24 - ASM - Munster : 25-19 | - Sale Sharks - ASM : 26-17 - ASM - US Montauban : 43-10 - Munster - ASM : 23-13 |

## Statistiques
Lors de la saison 2008-2009 l'ASM Clermont Auvergne a marqué 923 points.
Réalisateur
- Brock James : 324 points
- Napolioni Nalaga : 105 points
- Anthony Floch : 45 points

Marqueurs d'essais
- Napolioni Nalaga : 21 essais
- Anthony Floch : 9 essais